# Steraechmella buski
Steraechmella buski is een mosdiertjessoort uit de familie van de Microporidae. De wetenschappelijke naam van de soort is voor het eerst geldig gepubliceerd in 1952 door Lagaiij.